# Rejon Rîșcani
Rejon Rîșcani – rejon administracyjny w północno-zachodniej Mołdawii.

## Demografia
Liczba ludności w poszczególnych latach:
| 1959  | 1970  | 1979  | 1989  | 2004  | 2014  |
| ----- | ----- | ----- | ----- | ----- | ----- |
| 68040 | 73981 | 76847 | 75527 | 69454 | 68700 |